# Xysticus atevs
Xysticus atevs is een spinnensoort uit de familie van de krabspinnen (Thomisidae).
De wetenschappelijke naam van de soort werd in 1979 gepubliceerd door Vladimir Ovtsharenko.